# Vuohisaari (ö i Saarijärvi, Kalmarinselkä)
Vuohisaari är en ö i Finland. Den ligger i sjön Kalmarinselkä och i kommunen Saarijärvi i den ekonomiska regionen  Saarijärvi-Viitasaari och landskapet Mellersta Finland, i den centrala delen av landet, 290 km norr om huvudstaden Helsingfors. Öns area är 2,3 hektar och dess största längd är 260 meter i nord-sydlig riktning.